# Бейбіфейс
Кеннет Брайан Едмондс (англ. Kenneth Brian Edmonds більш відомий як Бейбіфейс (англ. Babyface) нар. 10 квітня 1958 року, Індіанаполіс, Індіана, США) — американський співак, який прославився як найпопулярніший продюсер ритм-енд-блюзу 1990-х.
За свою кар'єру він написав і спродюсував понад 26 хітів R&B, які стали номер один і виграв 11 нагород Ґреммі. Він потрапив на 20 місце у списку NME 50 із найбільших продюсерів за всю історію.

## Біографія
Почав музичну кар'єру в кінці 1970-х рр. У 1980-і рр. записувався в складі ритм-енд-блюзового колективу The Deele. У 1988 р разом з іншим учасником групи, Антоніо Рідом, створив лейбл LaFace. Протягом 1990-х років молоді артисти з цього лейбла — Тоні Брекстон, Мері Джей Блайдж, тріо TLC, Usher — виросли в суперзірок ритм-енд-блюзу. Підбір музичного матеріалу для них курував Едмондс.
У 1992—1997 рр. Едмондс панував на вершині американських чартів, але не з сольними записами, а з піснями, які він написав і спродюсував для Уїтні Х'юстон («I'm Your Baby Tonight»), Мадонни («Take a Bow») та інших виконавців. Найбільш примітна його робота з Х'юстон над музичними доріжками до фільмів «Охоронець» і «В очікуванні видиху» і з вокальним колективом Boyz II Men над синглами End of the Road і I'll Make Love to You, які побили непорушні протягом десятиліть рекорди Billboard Hot 100.
У 1995, 1996 і 1997 рр. Едмондс відзначався «Греммі» в номінації «продюсер року». У 1997 році він записав сингли з такими легендарними виконавцями, як Ерік Клептон («Change the World», «Греммі» за кращий запис року) і Стіві Вандер («How Come How Long»). Тоді ж на прохання Майкла Джексона написав для його племінників (група 3T) пісню «Why», що стала їх візитною карткою.

## Особисте життя
Кеннет Едмондс з дружиною Трейсі протягом декількох років працювали в сімейному підприємстві Edmonds Entertainment Group, але у 2005 р. було оголошено про їхнє розлучення. Нині записується на лейблі Island Records.